# Киракосян, Поль
Поль (Пол) Киракосян (арм. Պոլ Կիրակոսյան), в некоторых источниках встречается фамилия Гирагосян (1926, Иерусалим — 20 ноября 1993, Бейрут) — ливанский художник армянского происхождения.

## Биография
Родился в семье армянских беженцев из Турции, переживших геноцид. С раннего детства Пол знал сущность жизни в ссылке. Учился в школах-интернатах, рос вдалеке от матери, которая вынуждена была трудиться, чтобы обеспечить своим двум сыновьям будущее. В 1940-е годы переехал в Яффу, где посещал студию Яркон с 1944 по 1945 года. В 1947 году семья уехала в Ливан.
В 1950-е годы Киракосян начал преподавать изобразительное искусство в нескольких армянских школах и работать иллюстратором. Со своим братом Антуаном он начал рисовать плакаты к кинофильмам, постеры и иллюстрации к книгам. Вскоре он познакомился со многими своими современниками и начал организовывать выставки своих работ в Бейруте и по всему миру. В 1956 году он одержал победу на одном из конкурсов и получил стипендию от итальянского правительства на обучение в академии изящных искусств Флоренции. Во Флоренции он организовал ряд выставок, в том числе выставку 1958 года «Постоянство» в Галерее современных искусств.
В 1961 году Киракосян вернулся в Бейрут, а через год получил вторую стипендию от правительства Франции в Ателье мастеров парижской школы и в конце 1962 года организовал выставку в галерее Муфф. К середине 1960-х годов он стал известнейшим художником Ливана и арабского мира. Его привязанность к Ливану росла, несмотря на разразившуюся войну в 1970-е годы. В 1989 году Киракосян организовал ещё одну выставку в Париже в вестибюле ЮНЕСКО. В Париже он жил с семьёй до 1991 года, а затем впервые в истории организовал личную выставку в Институте арабского мира.
Поль Киракосян умер 20 ноября 1993 года в Бейруте, успев незадолго до смерти закончить ещё одну картину. Он сказал своей дочери незадолго до смерти, что наконец-то сумел соединить в  одной картине старое и новое. Семья назвала картину «Прощание», и она сейчас хранится в семейной коллекции без подписи. Его работы также выставлены в Национальной галерее Армении.

## Стиль
Поль Киракосян известен как автор множества портретов, пейзажей и различных тем. Так, он является автором картин «Портрет Аракса», «Рассвет», «Город», «Мать и новорождённый», «Пейзаж Ливана», «Ожидание», «Семья», «Ферма», «Деревенская девушка», «Разговор», «Смиренная семья», «Читатель» и т.д.. Также кисти Киракосяна принадлежат картины о жизни и быте армян в миграции «Дейр эз-Зор», «Миграция», «Мастер ковров». Эти типичные пышные картины имеют изысканный цвет.

## Семья
В 1952 году Поль женился на своей ученице Джульетте Хиндян. В браке у них родилось шесть детей: первый сын Ара умер вскоре после рождения, и Поль посвятил ему несколько картин. Все дети получили высшее образование в области живописи, но только Эммануил, Жан-Поль и Мануэлла продолжили свою карьеру художников, создав новую династию художников в мире. С 2011 года основан фонд Поля Киракосяна для сохранения его наследия.